# Alpheus rapacida
Alpheus rapacida de Man, 1908 è un crostaceo decapode appartenente alla famiglia Alpheidae.

## Distribuzione e habitat
Questo gamberetto ha un ampio areale che si estende dal mar Rosso e dall'oceano Indiano, sino al Pacifico occidentale. Attraverso il canale di Suez si è introdotto nel mar Mediterraneo (migrazione lessepsiana) ove è stato avvistato per la prima volta nel 1964 sulle coste di Israele, e successivamente anche in Turchia e nel mar Egeo.

## Biologia
Vive in tane scavate nella sabbia, in associazione mutualistica con pesci della famiglia Gobiidae.